# Île Anchor
L'île Anchor (en anglais Anchor Island, en espagnol Isla Ancla) est une des îles Malouines.